# Gmoakeller

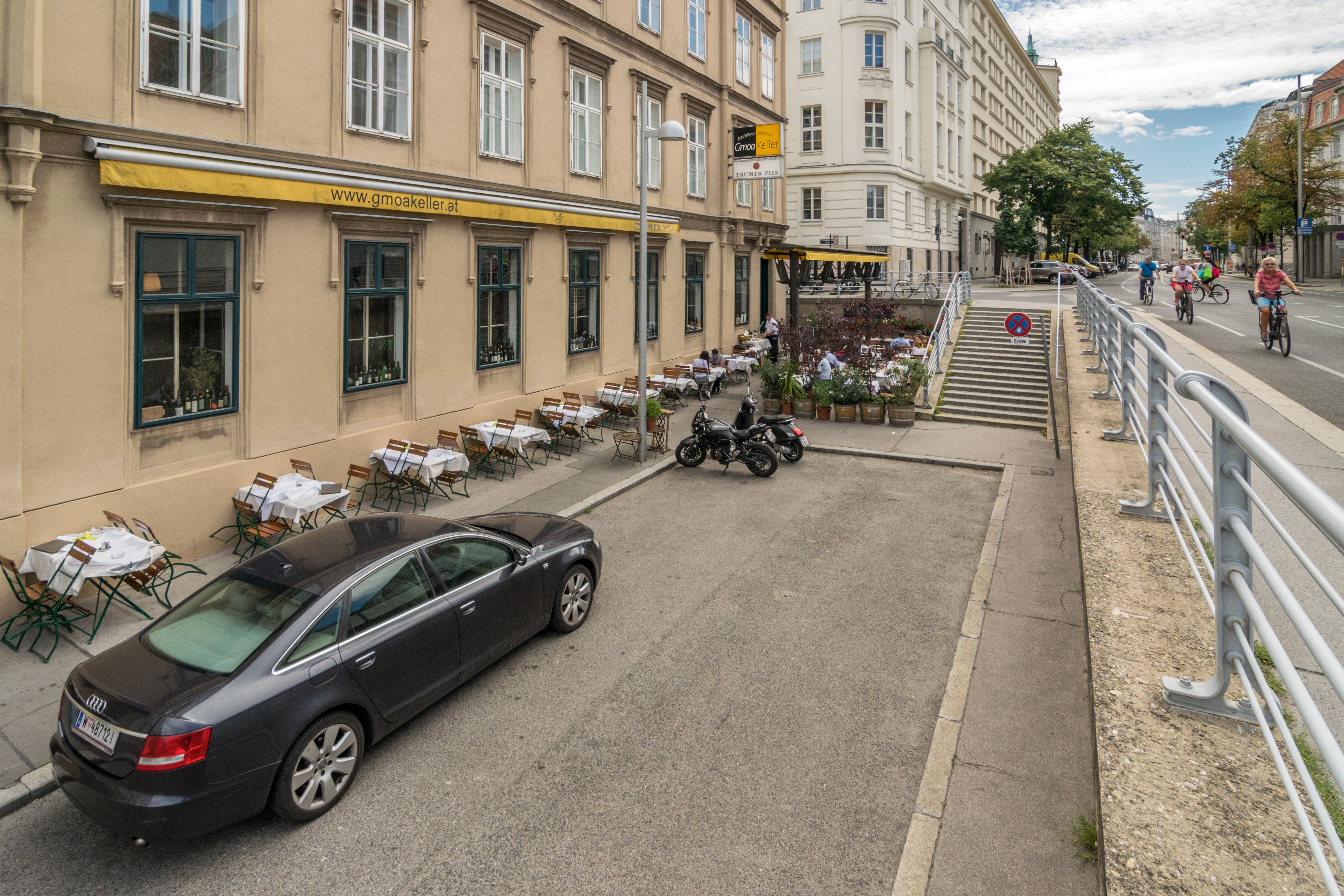
Gmoakeller, Am Heumarkt 25

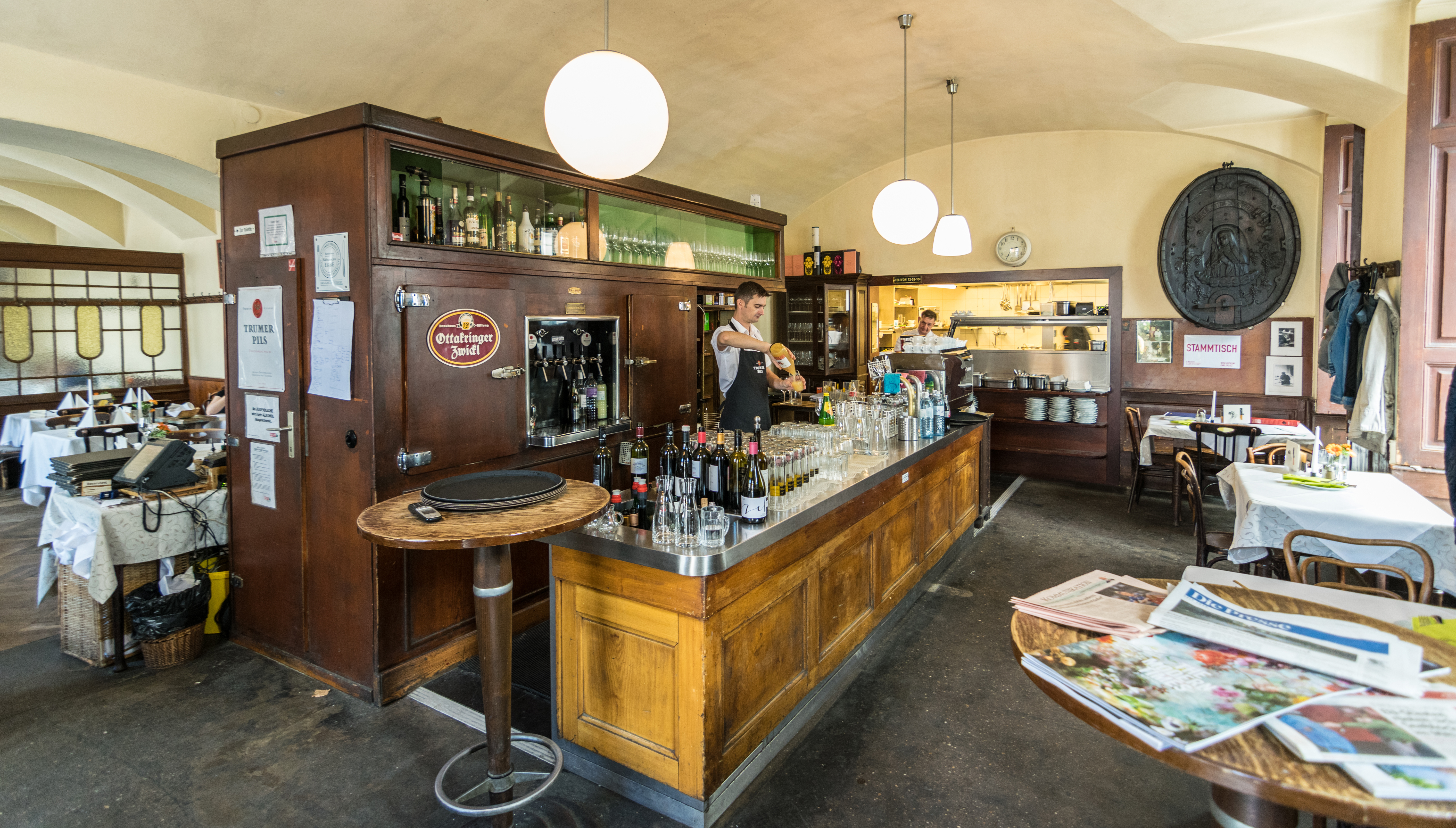
Schankraum

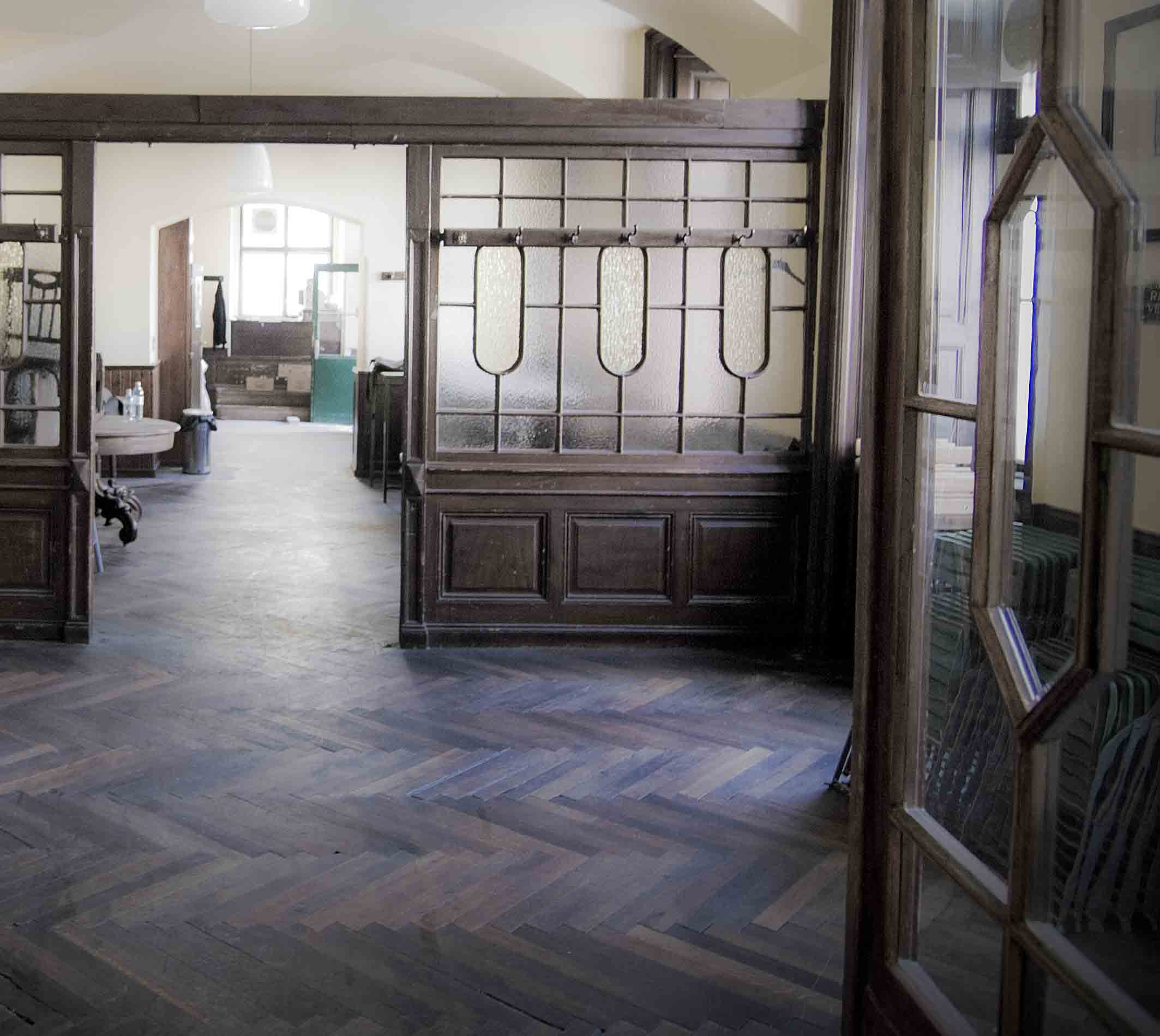
Teil des Gastraumes, in dem Franz Antel eine Szene des Bockerer drehte. Deutlich zu erkennen der typische geölte Fußboden, wie er früher in vielen Gaststätten zu sehen war

Logo des Gmoakeller

Der Gmoakeller ist ein Wiener Wirtshaus im 3. Wiener Gemeindebezirk Landstraße, Am Heumarkt 25, mit prominenter Gästeliste und zeitgeschichtlicher und kultureller Bedeutung.

## Ein typisches Wirtshaus am Heumarkt
Der Gmoakeller zählt zu den ältesten Wirtshäusern Wiens. Die Wohnbauten Am Heumarkt Nr. 15 bis 25 wurden im Zuge der Stadterweiterung vom Baumeister Anton Ölzelt von 1852 bis 1858 errichtet. Kronprinz Rudolf und Mary Vetsera sollen einander heimlich im Gmoakeller getroffen haben, deshalb wurde das Lokal früher Zum Kronprinzen genannt.
Ab 1894 wurde das Lokal von Franz Wimmer geführt, der auch das Buffet im gegenüberliegenden Wiener Eislaufverein betrieb. Vor 1940 erwarb Andreas Wetzer das Gasthaus Wimmer zum Kronprinzen und begann auch einen Handel mit Wein aus dem burgenländischen Gols, weshalb das Wirtshaus auch Golser Gmoa-Keller genannt wurde.
In den Jahren nach dem Zweiten Weltkrieg spielten Joe Zawinul und Fatty George im Keller Jazz. Der Hot Club Vienna mit dem Gründer Hans Koller hatte hier sein Domizil.
Nach dem Zweiten Weltkrieg kam Andreas Wetzers Schwester Maria Herzog mit einer ihrer Töchter, Grete (die spätere legendäre Gmoa-Wirtin Grete Novak) aus Sopron nach Wien. Im Zuge der Ungarischen Revolution 1956 folgten ihre drei Schwestern Mitzi, Hedi und Gizi mit ihren Angehörigen zu den bereits in Wien wohnenden Verwandten. In der Küche war deshalb Ungarisch die Umgangssprache, im Gastraum unterhielten sich Mitzi und Grete jedoch wienerisch, wie es im alten Ödenburg bei der dortigen Bevölkerung üblich war. Nach dem Tod des Onkels um 1960 übernahm Grete den Gmoakeller. Mit fast 40 Jahren heiratete sie den 1. Waldhornisten der Wiener Philharmoniker Hans Novak, der 20 Jahre älter war. Nach einer sehr kurzen, glücklichen Ehe (Hans starb nach ca. 16 Monaten an Krebs) wurde das Wirtshaus endgültig zu ihrem Lebensmittelpunkt.
Nach dem Tod von Grete Novak führte ihre Schwester Hedvig Vécsei (Mutter des Unfallchirurgen Vilmos Vécsei, der Psychotherapeutin Zsuzsi, der Unternehmensberaterin Hedvig und des Journalisten Paul Vécsei) das Lokal kurz weiter und verkaufte es Ende 1999 an die Harmer KG. Seit 2000 ist Sebastian Laskowsky Pächter bzw. Besitzer. Der eigentliche Keller unter dem Lokal wurde 2010 von Sue-Architekten erstmals als Gastraum adaptiert.

## Anerkennungen
- 1981: Franz Antel filmt für den Film Der Bockerer im Lokal
- 1998: Goldenes Ehrenzeichen für Verdienste um die Republik Österreich für die Wirtin Grete Novak[2]
- 1999: Ausstellung Golser Gmoa-Keller im Bezirksmuseum Landstraße[3]
- 2011: Wirt des Jahres für Sebastian Laskowsky in Gastronomieführer Wo isst Österreich?[4]
- 2017: Beliebtestes Wiener Beisl im FALSTAFF